# Non sono un assassino
Non sono un assassino è un film del 2019 diretto da Andrea Zaccariello, ispirato al romanzo omonimo scritto da Francesco Caringella.

## Trama
Francesco Prencipe, vice-questore a Bari, incontra dopo quasi due anni il suo migliore amico, il giudice Giovanni Mastropaolo, che gli chiede aiuto in quanto minacciato dalla criminalità. Il 27 ottobre il giudice Mastropaolo chiama Francesco dalla sua villa di Santa Caterina di Nardò e fissa con lui un appuntamento, Francesco percorre circa 200 km, si reca nella villa di questi in anticipo per ascoltare una storia che alla fine si concluderà con una domanda e con una risposta secca, dopo di che riprende l'auto e ritorna subito a casa.
La mattina seguente, però, il giudice viene trovato morto, ucciso con un colpo di pistola alla testa. Francesco si trova nei guai perché è l’ultimo ad averlo visto e in casa ci sono solo le sue impronte.
Per dimostrare la sua innocenza, Francesco sceglie come difensore Giorgio, anche lui amico di vecchia data, avvocato che attraversa un periodo di depressione e alcolismo anche a seguito di un amore non corrisposto, mentre l'indagine è svolta dal pubblico ministero Paola Maralfa, una donna sola e determinata. Interrogato da lei, Francesco rivela che il suo amico giudice gli aveva chiesto un parere su un uomo politico che voleva arrestare, ma di cui Francesco non ha mai saputo il nome.
Francesco ha condotto una vita dispendiosa e ha distrutto la sua famiglia, moglie e una figlia che ama moltissimo, con numerosi tradimenti e menzogne. Tutto questo fa aumentare i sospetti su di lui da parte degli investigatori.
Quando tutto sembra definire la sua colpevolezza, al processo l'avvocato riesce a dimostrare l'inaffidabilità di un testimone chiave e a far assolvere Francesco.
Per anni i tre amici si sono continuamente scambiati una misteriosa chiave che apre uno scomparto segreto nella scrivania del giudice, leali a un patto tra loro che li impegnava a non aprirlo mai, per nessuna ragione. Quando Francesco entra in possesso della chiave, si reca nuovamente alla villa e lì, sul luogo dove il giudice è stato ucciso, la verità ricompare nella sua mente con violenza, piegando il suo inconscio bipolare narcisistico che aveva tentato di cancellarla. 
Il giudice aveva convocato Francesco nella sua villa per chiedergli se avesse accettato di lasciare la polizia, facendo intendere di sapere del suo legame con la criminalità organizzata e con il tentativo di dargli una possibilità di sparire per sempre. Francesco però lo uccide, bruciando le carte che lo condannerebbero. 
Lì, dopo la drammatica rivelazione, sul luogo dove ha consumato il delitto, Francesco non resiste e apre il misterioso cassetto, dove trova un biglietto con la frase: "Perché hai ceduto al diavolo?", segno che l'amico aveva sempre saputo che prima o poi Francesco avrebbe tradito anche lui.
Dopo l'assoluzione Francesco incontra il misterioso "Professore", da lui contattato durante le indagini, un potente criminale che evita di farsi vedere in faccia e che tramite il suo portavoce - proprio il testimone che aveva accusato Francesco in tribunale con una dichiarazione volutamente fallace che ne aveva decretato l'assoluzione - gli comunica che sparirà dalla circolazione per un periodo almeno equivalente alla condanna che gli era stata evitata. In pratica un esilio a vita. 
Il film si chiude con Francesco che vive in una località di mare dell'Oceano Indiano, lontano da tutti, in pratica una sorta di altro carcere in cui l'unica cosa che desidera con tutto sé stesso è avere notizie di sua figlia.

## Promozione
Il trailer è stato pubblicato il 9 aprile 2019.

## Distribuzione
Il film è uscito nelle sale cinematografiche italiane il 30 aprile 2019.